# Zbirohy (skály)
Skalní oblast Zbirohy (též Zbiroh) leží na výšině uváděné většinou jako Zbiroh (452 m n. m.) nad osadou Zbirohy severně od Turnova. V západním výběžku skal byl ve 14. století zbudován stejnojmenný skalní hrad. Z něj se dochovaly opěrné zdi, věž a sklepení. Skály a hradní zřícenina leží na území obce Koberovy v okrese Jablonec nad Nisou. Horolezecký průvodce z roku 1994 uvádí 47 věží (a věžiček) a přes dvacet lezených masivů (okrajovek). I přes nízké stěny zde horolezci nacházejí poměrně pevný pískovec, klidnější prostředí a slušný výběr horolezeckých cest v obtížnostech od I po X.A (JPK).

## Makroreliéf

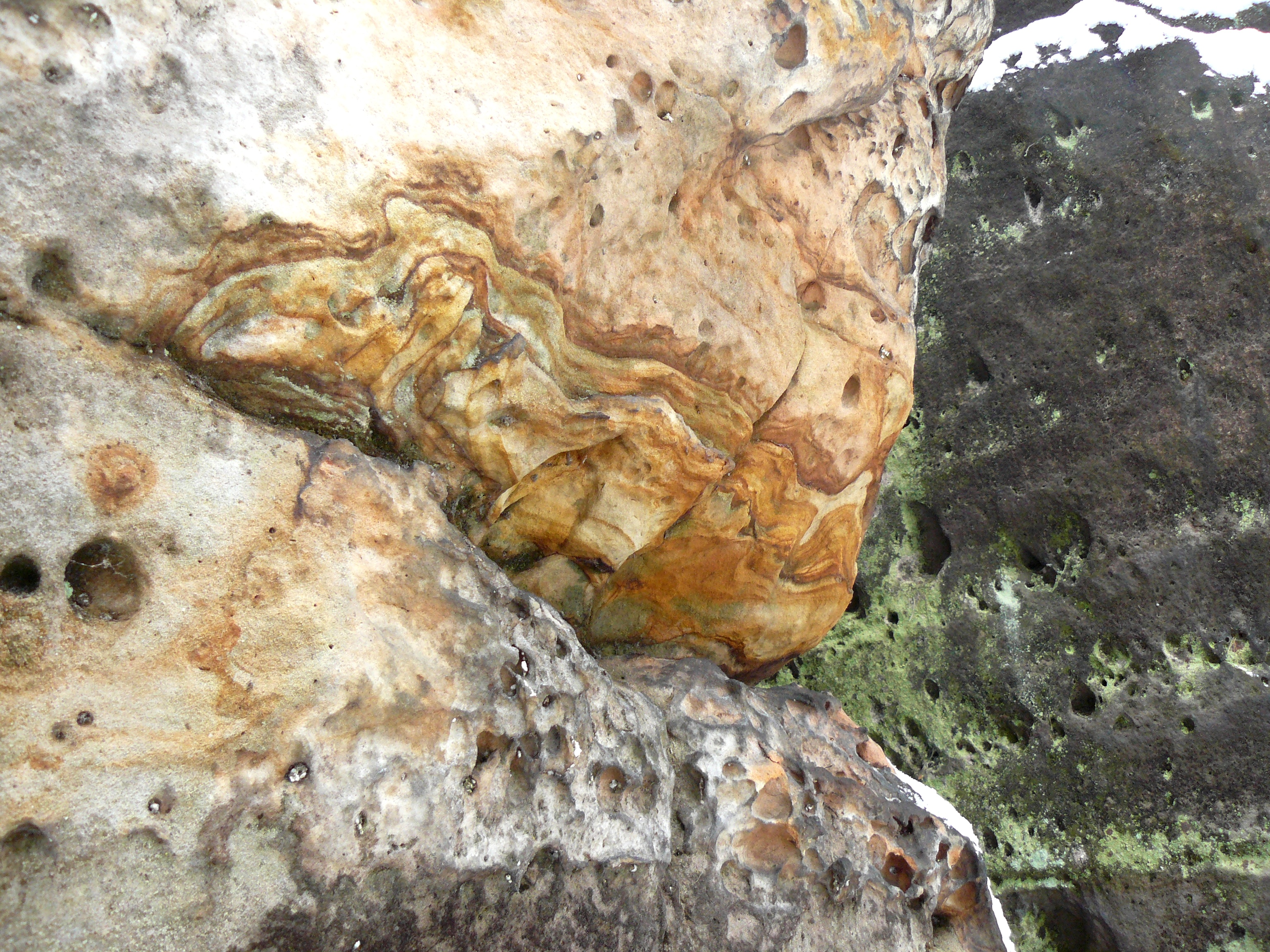
Inkrustace železivce

Výšina Zbiroh tvoří hřbet ve východo–západním směru. Východní část tvořená protáhlou plošinou, do které se od jihu zakusují krátké rokle, ve své západní části přechází v poměrně úzký skalnatý hřebínek. Na okraji plošiny vystupují skály a nízké věže z křemenného pískovce. Od blízkých skal (Kalich, Chléviště) na sousedním vyšším vrchu Sokol (563 m n. m.) jsou Zbirohy odděleny údolím u osady Michovka.
Severozápadní svah Zbirohů (směrem k řece Jizeře) zahrnuje dvě patra skalních stěn vápnitých pískovců a mohutnými gravitačními akumulacemi skalních bloků a balvanů pod nimi. Délka skalních defilé je okolo 1000 m. Četné jsou puklinové jeskyně.).

## Geologie

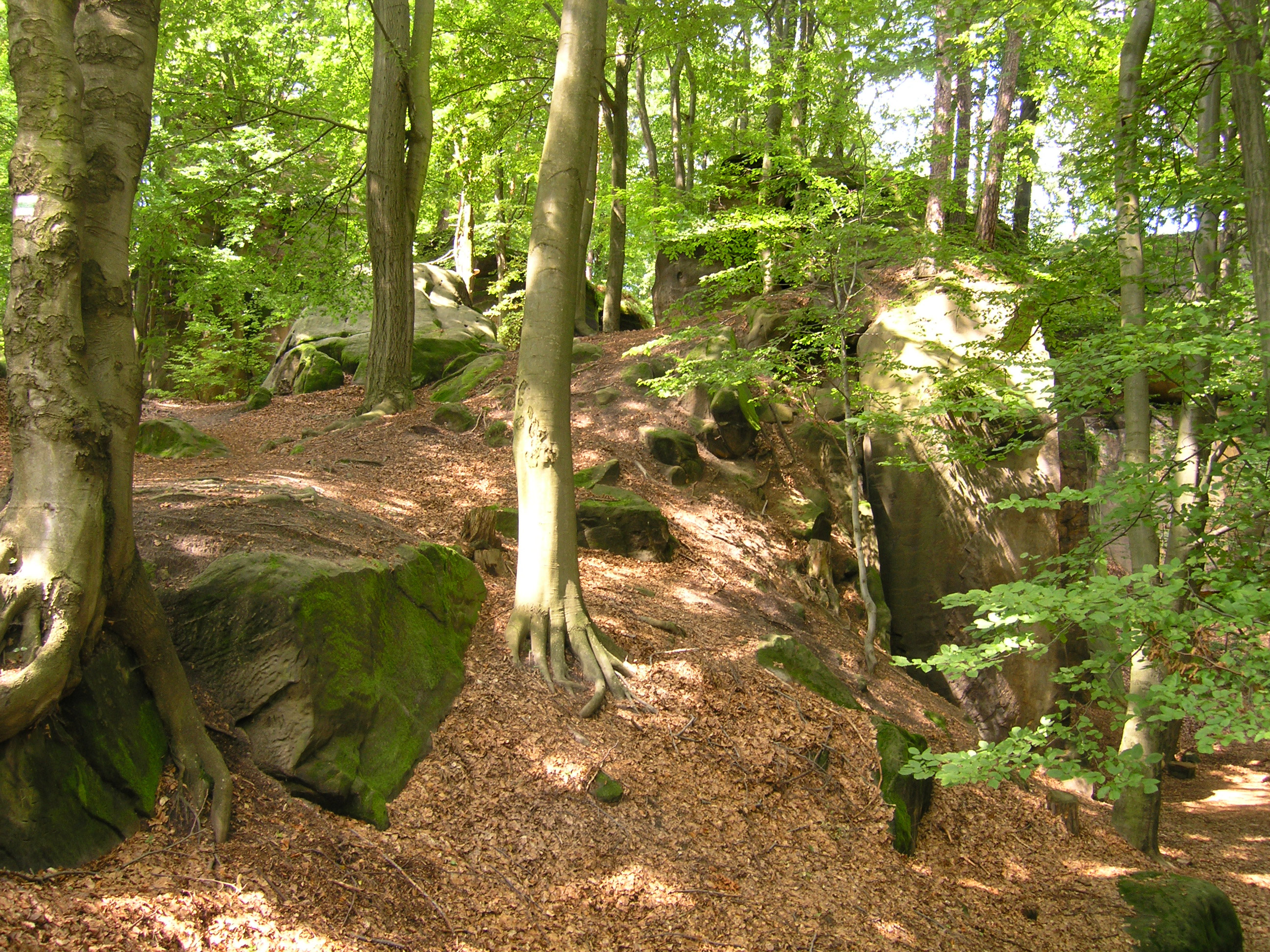
Skály v okolí hradu

Skalní oblast je vyvinuta v jemnozrnných až středně zrnitých křemenných pískovcích hruboskalského kvádru, které tvoří denudační relikty v horních částech vrchů. Tektonické úklony (5–10°) k JJV jsou vázány na pásmo Lužického zlomu. Jsou zde časté ploše zvlněné erozní plochy se znaky tzv. hřbítkového zvlnění (doklad bouří pod bází "běžného" vlnění). Hojné jsou železité inkrustace kulových a trubicovitých tvarů.

## Mezo a mikroreliéf
Svahy pokrývají blokové akumulace křemenného pískovce. Primární výchozy jsou drobné ostrohy (v horolezeckém slangu "okrajovky") a věžičky v nejvyšších partiích hřebene. Povrchy jsou buď oblé a hladké nebo dominují "tektonická žebírka" podle nichž se utvářejí "řetízkovitě" uspořádané voštiny. Časté jsou žlábky na hranách bloků, vzniklé třením stromů. Skalní římsy kopírují primární sedimentární textury, v převisech převládají voštiny.).

## Dostupnost
Nejbližší železniční zastávka je v obci Malá Skála (3 km, značné převýšení!). Je možné také dojet do vesnice Zbirohy a po zelené turistické značce vystoupat asi 800 m s převýšením cca 50 metrů. Skály jsou rozesety v lese východně od zbytků hradu. Od Turnova sem vede zelená značka (5 km).